# Whist
Whist is een kaartspel voor vier personen dat in de 17e eeuw in Engeland is ontstaan. Het spel wordt in slagen gespeeld met een volledig dek van 52 kaarten. Uit whist is via bridge-whist het moderne contractbridge ontstaan, dat intussen whist bijna volledig heeft verdrongen.

## Geschiedenis
Whist stamt af van een 16e-eeuwse kaartspel 'game of trumps'. Vermoedelijk ontleent het spel zijn naam aan het 17e-eeuwse 'whist' (of 'wist') dat 'sst', 'stil', 'aandachtig' betekent.
Volgens Daines Barrington werd whist voor het eerst op wetenschappelijke basis gespeeld door een groep gentlemen die rond 1728 het Crown Coffee House in Bedford Row, Londen bezocht. Edmond Hoyle, vermoedelijk lid van deze groep, begon rijke jongemannen in het spel les te geven en publiceerde in 1742 A Short Treatise on the Game of Whist. Het werd de standaardtekst en -regels voor het spel voor de volgende honderd jaar.
In 1862 publiceerde Henry Jones, die onder het pseudoniem "Cavendish" schreef, The Principles of Whist Stated and Explained, and Its Practice Illustrated on an Original System, by Means of Hands Played Completely Through, wat de standaardtekst werd. In zijn boek schetste Jones een uitgebreide geschiedenis van whist en suggereerde dat zijn voorouders een spel zouden kennen genaamd 'trionf', genoemd door een zestiende-eeuwse Italiaanse dichter genaamd Berni, en een spel genaamd 'trump' (of 'triumph'), genoemd in Shakespeares Antony and Cleopatra. Veel latere uitgaven en uitbreidingen van Jones' boek werden gepubliceerd onder de eenvoudiger titel Cavendish On Whist. Tegen die tijd werd whist beheerst door uitgebreide en strenge spelregels en regels over de etiquette en het spel, wat tijd kostte om te bestuderen en onder de knie te krijgen.
In de jaren 1890 werd een variant die bekend staat als bridge-whist populair, die uiteindelijk uitgroeide tot contractbridge. Het traditionele whist leeft nog voort bij sociale gebeurtenissen die whist-drives worden genoemd. Er zijn veel moderne varianten van whist die voor het plezier gespeeld worden.

## Spelregels
Whist wordt gespeeld door vier spelers met een standaarddek van 52 kaarten. De kaarten zijn gerangschikt van hoog naar laag: A K Q J 10 9 8 7 6 5 4 3 2. De vier spelers spelen twee aan twee samen met de partners tegenover elkaar. Aan het begin worden de kaarten in een waaier uitgelegd op tafel, waarna de  spelers elk een kaart trekken om de deler en de partners te bepalen. De laagste kaart is de eerste deler en heeft het recht de plaats aan tafel te kiezen. Samen met de op een na laagste kaart speelt hij tegen de twee hoogste. Het is op geen enkele manier toegestaan commentaar te geven op de kaarten, noch of men geluk of pech heeft. Ook mag men niet naar zijn partner seinen.

### Delen
De kaarten kunnen door elke speler worden geschud, maar meestal schudt de speler links van de deler de kaarten. De deler heeft het recht om als laatste nog een keer te schudden. Om het delen te versnellen, kan een tweede pakket tijdens het delen door de partner van de deler worden geschud en vervolgens aan de rechterkant worden geplaatst, klaar voor de volgende ronde. De kaarten worden gecoupeerd door de speler rechts van de deler voordat ze verdeeld worden. De deler deelt de kaarten met de klok mee een voor een met de beeldzijde naar beneden, zodat elke speler dertien kaarten heeft. De laatste kaart, die toebehoort aan de dealer, wordt omgedraaid om aan te geven welke kleur troef is. De omgedraaide troefkaart blijft open op tafel liggen, totdat het de beurt van de deler is om de eerste slag te spelen, waarna de deler de kaart mag oppakken en in zijn hand mag plaatsen.

### Spelverloop
De speler links van de dealer opent de eerste slag met een kaart uit de hand naar keuze. De andere spelers spelen, met de klok mee, elk een kaart voor de slag en moeten daarbij als zij kunnen kleur bekennen door een kaart te spelen van de kleur van de eerste kaart in de slag. Een speler die geen kleur kan bekennen, mag elke kaart spelen, zowel een kaart weggooien als troeven. De slag wordt gewonnen door de hoogste kaart van de voorgestelde kleur, tenzij er een troef wordt gespeeld, in welk geval de hoogste troef wint. De winnaar van de slag komt uit in de volgende slag.
Het spel gaat door totdat alle dertien slagen zijn gespeeld, waarna de score bepaald wordt. Als geen van beide tweetallen genoeg punten heeft om het spel te winnen, wordt er nog een ronde gespeeld.
Een deel van de vaardigheid die bij het spel, is iemands vermogen te onthouden welke kaarten zijn gespeeld en te beredeneren welke kaarten overblijven. Daarom worden, zodra elke slag is gespeeld, de kaarten met de beeldzijde naar beneden omgedraaid en in een stapel van vier bewaard in de buurt van de speler die de slag heeft gewonnen. Voordat de volgende slag begint, mag een speler alleen vragen de kaarten van de laatste slag te bekijken. Zodra er is uitgekomen, kunnen eerder gespeelde kaarten door niemand meer worden ingezien.

### Puntentelling
Nadat alle slagen zijn gespeeld, scoort de partij die meer slagen heeft gewonnen één punt voor elke gewonnen slag boven de zes. Als alle vier de spelers ervaren zijn, is het ongebruikelijk dat de score voor een enkele ronde hoger is dan twee. Een spel is afgelopen als een tweetal een score van vijf behaalt. Er zijn zogenaamde "Hotel Rules", variaties waarin de teams afspreken voor een hogere score te spelen, zoals "American" en "Long" (respectievelijk zeven en negen).
Langere variaties van het spel, waarin de winnende score hoger is dan vijf, kunnen worden gespeeld met de geldende regels voor zogenaamde "honours", de hoogste vier kaarten (aas, heer, vrouw, boer) in de troefkleur. Honours hebben geen effect op het spel van een ronde, maar dienen als bonuspunten die als gelukselement het spel versnellen. Als de partners van een tweetal alle vier honneurs hebben, levert dat vier extra punten op aan het einde van de ronde, Krijgen ze drie van de honneurs, dan scoren ze twee punten. Honneurs mogen niet bepalend zijn voor de winst.
Er wordt bijvoorbeeld een spel gespeeld tot negen punten en de stand is 6-6. Er wordt een ronde gespeeld en het winnende team heeft zeven slagen en claimt honneur voor drie van de vier hoogste troeven. Ze scoren één punt voor hun slagen en maar één punt voor hun honneur, aangezien het tweede punt hen tot negen zou brengen en het spel zou doen winnen. De score na de ronde is dus 8-6.
Methoden om de score bij te houden zijn onder meer 'whistmarkers' en een set van vier metalen tellers die in verschillende combinaties kunnen worden gerangschikt voor de scorewaarden 1 tot en met 9.